# Nikolaus Bernhard

Nikolaus Bernhard

Nikolaus Bernhard (* 3. April 1881 in Bühl, heutige Gemeinde Bibertal; † 19. August 1957 in Berlin) war ein deutscher Gewerkschaftsvorsitzender und sozialdemokratischer Politiker.

## Leben und Wirken
Der Vater war Schreiner, Bernhard machte nach der Volksschule Ausbildungen zum Maurer und Stuckateur. Bis 1906 arbeitete er als Maurergeselle.
Im Jahr 1900 trat er sowohl den freien Gewerkschaften wie auch der SPD bei. Von 1906 bis 1914 war er Geschäftsführer des Maurer-, später Bauarbeiterverbandes in Heilbronn, Pforzheim und in Straßburg. 1909 war Bernhard Streikführer des Streiks der Maurer und Bauarbeiter in Pforzheim: Die Forderungen der Bauunternehmer waren die Einführung von Akkordlöhnen und die Beseitigung von Mindestlöhnen, der Maurerverband forderte dagegen eine Lohnerhöhung von 54 auf 60 Pfennig/Stunde und die Verkürzung der wöchentlichen Arbeitszeit um eineinhalb Stunden. Der Streik wurde zu einer Sache der gesamten örtlichen Gewerkschaftsbewegung, Bernhard sprach von den Streikenden als „kämpfenden Soldaten der proletarischen Armee“. 1911 und 1912 war er zudem Stadtverordneter und Vorsitzender der örtlichen SPD in Pforzheim. Während des Ersten Weltkrieges war Bernhard Soldat. Nach dem Krieg war er zunächst bis 1924 Sekretär, danach von 1924 bis 1927 zweiter Vorsitzender und von 1927 bis 1933 erster Vorsitzender des Bauarbeiterverbandes beziehungsweise des Baugewerbebundes mit Sitz zunächst in Hamburg, später in Berlin. Außerdem war er ab 1932 Präsident der Bauarbeiterinternationale. Seit 1929 wurde das gewerkschaftliche Handeln durch die Weltwirtschaftskrise immer stärker eingeschränkt. Damit sanken auch Bernhards Einflussmöglichkeiten. So blieb seine Forderung an Reichskanzler Heinrich Brüning, der besonders im Baubereich hohen Arbeitslosigkeit durch Arbeitsbeschaffungsmaßnahmen entgegenzuwirken, erfolglos.
Von 1930 bis 1933 war Bernhard Mitglied im Vorläufigen Reichswirtschaftsrat. Daneben hatte er zahlreiche weitere Funktionen wie als Reichsarbeitsrichter, Aufsichtsratsvorsitzender des Verbandes sozialer Baubetriebe und Mitglied im Bundesvorstand des ADGB.
Von 1930 bis 1932 und noch einmal 1933 war Bernhard Reichstagsmitglied. Bereits zu Beginn der nationalsozialistischen Herrschaft wurde er inhaftiert. In der Folgezeit hielt Bernhard Kontakt zum gewerkschaftlichen Widerstand und war wiederholt von Hausdurchsuchungen und Vorladungen der Gestapo betroffen. Im Zusammenhang mit dem Kriegsausbruch war er von September bis Dezember 1939 Häftling im KZ Sachsenhausen und verschiedenen Gefängnissen. Im Rahmen der Aktion Gitter wurde er 1944 erneut verhaftet und erneut im KZ Sachsenhausen inhaftiert.
Unmittelbar nach Kriegsende war Bernhard Vorsitzender der IG Bau in Großberlin und war von 1947 bis 1948 dritter Vorsitzender des FDGB. Im Dezember 1948 trat er aus der SED und dem FDGB aus, weil er die Stalinisierungspolitik nicht mittragen wollte und ging nach West-Berlin.